# Saulmory-et-Villefranche
Saulmory-et-Villefranche là một commune thuộc tỉnh Meuse trong vùng Grand Est đông nam nước Pháp.